# Альфа-субъединица Gi
Giα (or Giά/G0α или белок Gi) — это α-субъединица гетеротримерного G-белка, основная функция которой — ингибирование образования цАМФ из АТФ за счёт угнетения аденилатциклазной активности.

## Рецепторы
С α-субъединицей Gi связываются следующие G-белок-зависимые рецепторы:
- Ацетилхолиновые M2 и M4
- Аденозиновые A1 и A3
- Адренергические α2A, α2B и α2C
- Рецепторы к апелину
- Кальциевые сенсоры
- Каннабиноидные CB1 и CB2
- CXCR4
- Дофаминовые D2, D3, D4
- ГАМКB
- Глутаматные mGluR2, mGluR3, mGluR4, mGluR6, mGluR7, mGluR8
- Гистаминовые H3 и H4
- Мелатониновые MT1, MT2 и MT3
- Ниациновые
- Опиоидные δ, κ, μ, а также ноцицептиновый рецептор
- Простагландиновые EP1, EP3, FP, тромбоксановый рецептор
- Серотониновые 5-HT1 и 5-HT5 рецепторы
- Соматостатиновые рецепторы sst1, sst2, sst3, sst4 и sst5
- Рецептор биогенных аминов 8-го типа

## Функция
Основная функция белка Giα заключается в ингибировании цАМФ-зависимого сигнального каскада за счёт ингибирования активности аденилатциклазы, что приводит к снижению продукции цАМФ из АТФ. А это, в свою очередь, приводит к снижению активности протеинкиназы A. Таким образом, конечный эффект активации Giα — противоположен эффектам активации протеинкиназы А.
Кроме того, белок Giα также играет некоторую роль в активации фосфолипазы C и связанного с ней пути передачи сигнала, включающего диацилглицерин, инозитолтрифосфат, кальмодулин и протеинкиназу C.

## Типы
Существует несколько типов Gi: Giα1, Giα2, Giα3

### Giα1
Giα1, или Giα1 кодируется геном GNAI1

### Giα2
Giα2, или Giα2 кодируется геном GNAI2.

### Giα3
Giα3, или Giα3 кодируется геном GNAI3.